# بيل راينهارد
بيل راينهارد (بالإنجليزية: Bill Reinhard)‏ هو لاعب كرة قدم أمريكية أمريكي، ولد في 17 مايو 1922 في لوس أنجلوس في الولايات المتحدة، وتوفي في 30 يناير 2016 في بالم ديسيرت في الولايات المتحدة.

## وصلات خارجية
- بيل راينهارد على موقع مرجع كرة القدم المحترفة.كوم (الإنجليزية)